# Кэмпбелл, Кит
Кит Кэмпбелл (англ. Keith Henry Stockman Campbell; 23 мая 1954, Бирмингем, Уорикшир — 5 октября 2012, Ноттингем, Восточный Мидленд) — британский клеточный биолог, ключевой участник команды, осуществившей клонирование овечки Долли. Сотрудник Рослинского института в Эдинбурге, профессор Ноттингемского университета. Лауреат премии Шао (2008).
Родился в семье шотландца и англичанки.
Окончил Queen Elizabeth College Лондонского университета (бакалавр микробиологии, 1978). Затем работал в Южном Йемене и Западном Сассексе.
Над докторской занимался с 1980 года в Институте Марии Кюри в Окстеде, а в 1983 году перешёл в Сассексский университет, получил степень доктора философии (DPhil) в 1986 году. Являлся постдоком в университетах Эдинбурга и Данди, а в 1991 году поступил в Рослинский институт, где работал до 1997 года, когда возглавил отдел эмбриологии в выделившейся ранее из этого же института компании PPL Therapeutics, в которой работал до 1999 года.
С 1999 года преподавал в Ноттингемском университете.
Активно выступал перед общественностью.
После смерти остались жена и две дочери.
Отмечен IETS Pioneer Award (2015, посмертно).
Кэмпбелл умер 5 октября 2012 года в возрасте 58 лет после того, как случайно повесился в своей спальне в состоянии сильного алкогольного опьянения.На следствии было установлено, что он не собирался покончить с собой. Он был похоронен в крематории Бретби, Дербишир. У него остались жена Кэти и две дочери Клэр и Лорен.